# Supertaça Portuguesa de Voleibol Feminino
Supertaça de Portugal de Voleibol Feminino
A Supertaça de Portugal Feminina é uma competição organizada pela Federação Portuguesa de Voleibol. Disputou-se pela primeira vez na temporada 1989-90, tendo sido extinta após a temporada 2000-01 e posteriormente retomada em 2014-15. A competição é disputada entre o vencedor/finalista da Taça de Portugal Feminino e vencedor do Campeonato Nacional de Voleibol Feminino

## Vencedores da Supertaça
| Época | Vencedor                | Resultado                              | Finalista               |
| 2020  | AJM/FC Porto            | 3-0 (25-17, 25-12, 25-15)              | Porto Vólei             |
| 2019  | AJM/FC Porto            | 3-2 (27-29, 23-25, 25-17, 25-16, 15-6) | Leixões SC              |
| 2018  | Leixões SC              | 3-0 (25-15, 25-10, 25-12)              | Porto Vólei             |
| 2017  | Leixões SC              | 3-1 (15-25, 25-18, 25-22, 25-22)       | Atlético Voleibol Clube |
| 2016  | Porto Vólei             | 3-0                                    | Atlético Voleibol Clube |
| 2015  | Atlético Voleibol Clube | 3-0 (25-21, 25-17, 25-21)              | Porto Vólei             |
| 2014  | Não se realizou         |                                        |                         |
| 2013  | Não se realizou         |                                        |                         |
| 2012  | Não se realizou         |                                        |                         |
| 2011  | Não se realizou         |                                        |                         |
| 2010  | Não se realizou         |                                        |                         |
| 2009  | Não se realizou         |                                        |                         |
| 2008  | Não se realizou         |                                        |                         |
| 2007  | Não se realizou         |                                        |                         |
| 2006  | Não se realizou         |                                        |                         |
| 2005  | Não se realizou         |                                        |                         |
| 2004  | Não se realizou         |                                        |                         |
| 2003  | Não se realizou         |                                        |                         |
| 2002  | Não se realizou         |                                        |                         |
| 2001  | Boavista FC             | -                                      | Castêlo da Maia GC      |
| 2000  | Castêlo da Maia GC      | -                                      |                         |
| 1999  | Castêlo da Maia GC      | -                                      |                         |
| 1998  | Castêlo da Maia GC      | -                                      |                         |
| 1997  | Castêlo da Maia GC      | -                                      |                         |
| 1996  | Castêlo da Maia GC      | -                                      |                         |
| 1995  | Castêlo da Maia GC      | -                                      | ￼Boavista FC            |
| 1994  | Boavista FC             | -                                      | ￼￼Castêlo da Maia GC    |
| 1993  | Boavista FC             | -                                      |                         |
| 1992  | Leixões SC              | -                                      |                         |
| 1991  | CR Estrelas da Avenida  | -                                      |                         |
| 1990  | CR Estrelas da Avenida  | -                                      |                         |
| 1989  | Leixões SC              | -                                      |                         |

## Títulos por Clube
- Castêlo da Maia – 6 (1995, 1996, 1997, 1998. 1999, 2000)
- Leixões SC - 4 (1989, 1992, 2017, 2018)
- Boavista FC - 3 (1993, 1994, 2001)
- AJM/FC Porto - 2 (2019, 2020)
- CR Estrelas da Avenida - 2 (1990, 1991)
- Atlético Voleibol Clube - 1 (2015)
- Porto Vólei - 1 (2016)